# 愛思唯爾
爱思唯尔 （荷蘭語發音：[ˈɛlzəviːr]）是一家信息分析公司和世界上科学、技术和医学信息的主要提供者之一。爱思唯尔作为出版公司成立于1880年，现在是励讯集团（RELX Group，2015年前名为Reed Elsevier）的一部分。其产品包括《柳叶刀》、《四面体》和《细胞》等学术期刊，ScienceDirect电子期刊集，“趋势”（Trends）系列和“新见”（Current Opinion）系列期刊，在线引文数据库斯高帕斯（Scopus）和ClinicalKey临床医生解决方案。 爱思唯尔的产品和服务覆盖整个学术研究生命周期，包括软件和数据管理、教导和评估工具。

Reed Elsevier（爱思唯尔母公司励讯集团前身）的标志

爱思唯尔每年在2,500份期刊上出版超过430,000篇文章。其档案包含超过13万份文件和30,000本电子书籍。每年下载总量超过900万次。
爱思唯尔的高利润率（2017年为37%，2011年为37.3%，2002年至2012年间从未低于30%）及其版权政策令其受到研究学者的批评。

## 历史
爱思唯尔成立于1880年，其名字源于荷兰书商家族爱思唯尔，但与爱思唯尔家族没有任何的关联。 爱思唯尔家族原在荷兰经营图书销售及出版生意；创始人Lodewijk Elzevir（1542－1617）原生活于南荷兰省莱顿，于1580年创业。
1930 年，当时的爱思唯尔出版社面临书籍滞销以及负债问题，领导者克劳兹（J.P. Klautz）新任命的总编因此渐渐地将重心转往国际市场。其策略的第一步是将荷兰文书籍销往比利时的荷语区，而其第二步则是受到当时纳粹德国影响，克劳兹兴起了协助不能在自己国家出书的作者出版的念头，并聚焦在德国的科技、医药，以及历史领域。然而，及至1936年，其出版的15部书籍都没有特别地成功。所以在1938年时克劳兹决定不再签约出版德文书籍。次年，爱思唯尔出版社便转往英译数本德文科学刊物，且主要为化学领域。这过程中，担任顾问的是有化学背景的阿姆斯特丹书商穆力德克（Maurits Dekker）。就是他建议爱思唯尔聚焦在出版科学类英文刊物。
爱思唯尔1945年后在科学领域的扩张，资金来源于新闻周刊《爱思唯尔》的利润；该刊首期出版于1945年10月27日，并立即获得成功和大量收益。根据创刊号所述，它是月刊版本的延续；后者创立于1891年，藉由使用出版社之名行推广之效，1940年12月因纳粹占领荷兰停刊。
1947年，爱思唯尔开始出版其第一份英文期刊《生物化学与生物物理学学报》。
在2013年，Elsevier收购了Mendeley，一家制作科研论文管理分享软件的英国公司。之前作为科研开放分享平台的Mendeley，因这一并购案而遭到大力批评，其用户所见的是科研文献被加入付费墙阅读门槛。 Mendeley原先的开放共享系统现在只允许在私人团体内部作交换。 《纽约客》描述爱思唯尔并购Mendeley的原因是两方面的：获得其用户数据、“破坏或收编一个威胁其商业模式的开放科学标杆”。
2013年12月，爱思唯尔宣布了一项与伦敦大学学院大数据学院的合作。爱思唯尔这项投资规模“可观”，金额被认为超过1千万英镑。

## 公司统计数据

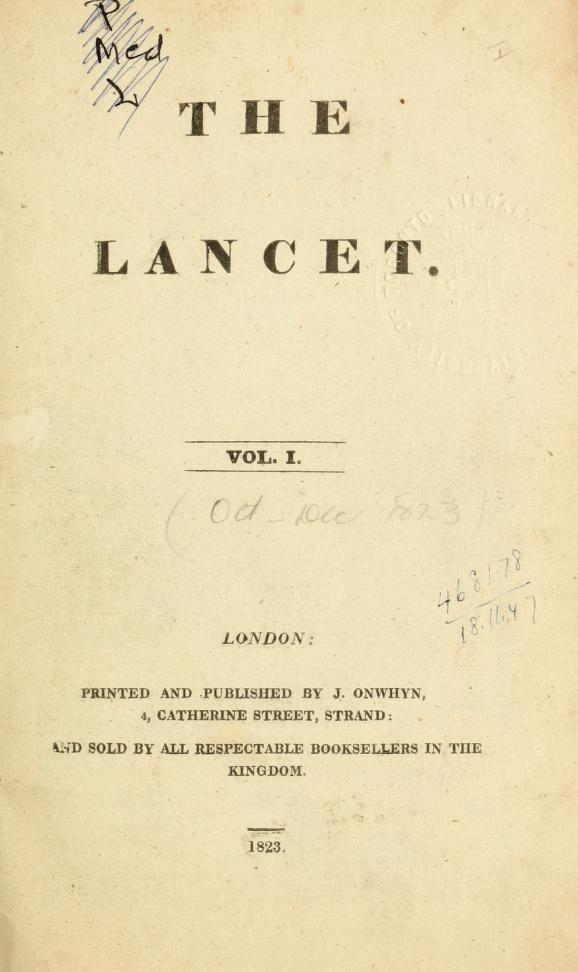
爱思唯尔旗下期刊《柳叶刀》，图为其1823年创刊号

2017年，科研人员向爱思唯尔旗下出版物提交了160万篇论文。超过20000名编辑为这些论文安排同行评审和进行筛选，最终43万篇文章分别发表于2500种期刊上。
编辑的一般是无报酬的志愿者（尽管有例外的报告），在学术机构的全职工作外履行此职责。
2013年，五个编辑出版组织：爱思唯尔、施普林格·自然（Springer Nature）、威立-布莱克韦尔（Wiley-Blackwell）、泰勒和弗朗西斯（Taylor & Francis）以及赛吉出版（SAGE Publications），出版了同行评审文献中一半以上的学术论文。其时爱思唯尔占有世界科学、技术和医学出版市场的16%。2018年，这一局面并未改变，上述五家出版商及美国化学学会把控了超过50%的全球学术出版市场份额。
爱思唯尔将其收入来源按业态和地理区域分列。2017年约42%的收入来自北美地区，25%来自欧洲，其余33%来自其他地区。大约有81%的收入来自电子访问，其余19%来自印刷介质。
爱思唯尔在24个国家的超过70处办公场所雇佣了超过7,200人。公司首席执行官（CEO）为Ron Mobed。
随着2012年其科技和健康科学部门的整合，爱思唯尔在单一首席执行官的传统业务结构下运作。
2017年，爱思唯尔贡献了励讯集团33%的收入（73.55亿英镑中的24.78亿）；税前息前利润占比则为40%（22.84亿英镑中的9.13亿）；调整后的经营利润（固定汇率）较上年（2016）上升了3％。

## 营销模式

### 产品和服务
爱思唯尔的产品和服务，包括电子和印刷版的期刊、教科书和工具书，并覆盖健康、生命、自然和社会科学。
爱思唯尔的目标市场是学术和政府研究机构、企业研发实验室、图书销售商、图书馆员、科学研究人员、作者、编辑、医生、护士、综合医疗保健人员（allied health professionals）、医疗护理学生和学校、医疗研究人员、 制药公司、医院和科研中心，以13种语言出版（包括英语、德语、法语、西班牙语、意大利语、葡萄牙语、波兰语、日语、印地语和中文）。
其旗舰产品和服务包括VirtualE、ScienceDirect、斯高帕斯（Scopus）数据库、荷兰医学文摘数据库、Engineering Village、工程索引、《细胞》、SciVal、Pure，和解析服务（Analytical Services）、The Consult系列服务（FirstCONSULT、PathCONSULT、NursingCONSULT、MDConsult、StudentCONSULT）、虚拟门诊体验（Virtual Clinical Excursions），及重要参考书如《格雷氏解剖学》、《尼尔逊儿科学》、《多兰医学插图词典》、《奈特人体解剖图谱》，以及《柳叶刀》等许多期刊的在线版本。
ScienceDirect是爱思唯尔的在线访问平台，供查阅旗下期刊和6,000多本电子图书、参考书、系列丛书和手册。其中的文章分为四个主要类别：“自然科学和工程”、“生命科学”、“健康科学”和“社会科学及人文”。网站免费提供大多数文章的摘要；访问文章全文（PDF格式，新近出版者亦提供HTML格式）通常要求付费订阅或按次购买。

### 全球性会议
爱思唯尔举办会议、展览和工作坊，世界范围内每年有超过50场会议覆盖生命科学、自然科学和工程、社会科学和健康科学领域。2014年爱思唯尔举办了48场会议，有来自128个国家的11,328名代表出席。

### 定价
进入21世纪，爱思唯尔为其期刊收取的订阅费用受到批评；一些非常大的期刊（5,000多篇文章）订阅价格高达9,634英镑，远高于平均水平，并且许多英国大学每年向其支付超过一百万英镑。对于位于美国境内、全日制学生加全职教职工10,000人左右的学术机构，爱思唯尔官网上的纸质版和在线访问的建议价格分别为1,966美元和2,211美元。该公司不仅遭到主张转移至开放获取出版模式的人批评，同时还有图书馆预算使其难以负担现行期刊价格的一些大学。
例如，由斯坦福大学教授代表会议（Faculty Senate）通过的一项决议，挑出爱思唯尔的期刊作例，指“与其教育及研究价值不成比例地昂贵”，图书管理员应考虑放弃，并鼓励教师“不为实行剥削性或过高定价的出版商及期刊贡献文章或编辑或评审工作”。加州大学、哈佛大学和杜克大学亦通过了类似的指引和对爱思唯尔定价政策的批评。
2015年7月， 荷兰大学联合会（VSNU）宣布了开始抵制爱思唯尔的计划，后者拒绝与荷兰的大学进行任何有关开放获取政策的谈判；此外该组织也撕毁了与施普林格·自然和牛津大学出版社的合同。在2016年12月，自然出版集团报告称，德国、秘鲁和台湾的学术界均因与出版商谈判破裂而失去对爱思唯尔期刊的访问权。
英国竞争和市场管理局已收到一则关于爱思唯尔/励讯集团的投诉。
自2008年起，爱思唯尔等国际出版商针对中国大陆客户的价格有所提高，而绝大多数价格上涨都伴随着图书馆界的争议。当年爱思唯尔中国区负责人曾表示其在中国大陆的定价远低于国际平均水平——前一年即2007年平均花费46美分即可下载一篇论文，低于全球均价的17%；但该公司此后将在中国大陆逐步降低折扣直至与全球定价持平。北京大学图书馆2008年采购爱思唯尔科技期刊电子数据库的支出超过54万美元，2009年升至57万美元，2010年达到61万美元。
北京师范大学图书馆馆员孙博阳，在接受中国青年报采访时表示：因科技评价政策鼓励学者将论文发表在境外的学术期刊，中国大陆已成为SCI论文大国；而所有发展中国家都存在此问题——“好的文章都发到国外去了”，“只有少数富裕的图书馆”才能买得回来。而有学者形容，出版巨头低价进入中国大陆市场，培养学者阅读外刊的习惯形成依赖，“就像‘吸毒上瘾’”难以戒除。

### 水军评论
根据英国广播公司报道，“该公司（爱思唯尔），向在亚马逊和巴诺书店（美国一家大型图书零售商）网站为教科书《临床心理学》评五星的学者，提供价值17.25英镑的亚马逊优惠券。”爱思唯尔称此举“鼓励利益相关方发布书评并未超出学术出版的惯例，对于人们花费的时间进行象征性补偿也不是错误。但在所有情况下，这种要求应该是无偏见的，不设对正面评价的激励，而这便是涉事电子邮件的过火之处”，并指这是负责营销员工的失误。

### 阻止文本挖掘研究
爱思唯尔寻求以私有许可规管文本和数据挖掘 ，声称，若读取活动是自动化的且出版商持有自动化输出内容的版权，则需要额外的许可。研究和版权政策的冲突往往导致研究者的工作成果被封锁。
2015年11月，爱思唯尔阻止一个科学家以爱思唯尔的论文成规模地执行文本挖掘研究，尽管他所在的机构已为访问爱思唯尔期刊内容付费。研究的数据通过分析已下载的PDF和HTML文件收集，但爱思唯尔声称这一方法属于屏幕抓取（screenscraping）。

## 学术做法

### 谁在害怕同行评审？
爱思唯尔旗下一本期刊陷入John Bohannon的设局中，后者撰写的相关文章发表在《科学》上，名为谁在害怕同行评审？。期刊《今日药物发明》（Drug Invention Today）接受了Bohannon一份应当被任何优良同行评审机制拒绝的、明显伪造的论文。相反，《今日药物发明》是许多接受该伪造论文的开放获取期刊之一。自2014年起，该刊已转移到另一个出版商名下。

### 假期刊
2009年澳大利亚的一单法庭诉讼——罗非昔布（Vioxx）的使用者控告默克公司（默沙东）——中，原告控告指默克向爱思唯尔支付费用以出版《澳大拉西亚骨关节医学》（Australasian Journal of Bone & Joint Medicine），该杂志看似一份经同行评审的学术期刊但事实上仅包含对默克的药物有利的文章。默克将该期刊描述为一份“免费出版物”，否认其中的文章由其捉刀代笔的说法，并声明文章均再版自经同行评审的医学期刊。 2009年5月，爱思唯尔健康科学（Elsevier Health Sciences）的首席执行官Hansen释出了一份与驻澳大利亚受赞助期刊有关的声明，承认他们曾“代表制药业客户，赞助文章的编辑出版，看似期刊且缺乏适当的披露”。声明承认这是“不可接受的做法”。《科学家》杂志报道，据一位爱思唯尔发言人所述，六份受赞助出版物“于2000年至2005年间由他们的澳大利亚办公室出版并带有荷兰医学文摘（Excerpta Medica）的版本说明（Imprint）”——亦即指：《澳大拉西亚骨关节医学学报》（Australasian Journal of Bone and Joint Medicine ）、《澳大拉西亚全科医生学报》（Australasian Journal of General Practice ），《澳大拉西亚神经学学报》（Australasian Journal of Neurology ）、《澳大拉西亚心脏病学学报》（Australasian Journal of Cardiology ）、《澳大拉西亚临床药学学报》（Australasian Journal of Clinical Pharmacy ），及《澳大拉西亚心血管医学学报》（ Australasian Journal of Cardiovascular Medicine ）。荷兰医学文摘（Excerpta Medica），据其官网所述，曾是爱思唯尔旗下“策略性医学传播公司”。2010年10月，除数据库Embase外，荷兰医学文摘被Adelphi Worldwide收购。

### 《混沌、孤立波和分形》
曾有一种猜测指爱思唯尔旗下期刊《混沌、孤立波和分形》（Chaos, Solitons & Fractals）的主编Mohamed El Naschie，滥用职权以不经适当同行评审出版自己的工作成果。该期刊自1993年起已发表了322篇以El Naschie为作者的的论文。2008年12月的最后一期包括了他的五篇论文。这一争议事件广泛地在多个博客中都得到了提及。出版商爱思唯尔于2009年1月宣布El Naschie已卸任主编一职。截至2011年11月，该刊物的共同主编为Maurice Courbage和Paolo Grigolini。2011年6月El Naschie起诉《自然》诽谤，主张声誉因后者2008年11月关于其卸任的文章而受损，当中包括陈述指《自然》未能验证他所声称的与某些国际机构的联系。诉讼于2011年11月进行庭审并于2012年7月被驳回，法官裁定涉事文章“大体真实”（substantially true），包括有“坦率的评论”（honest comment）且是“负责任新闻报道的成果”。判决提及El Naschie——在法庭上代表他自己——未能提供任何其论文经同行评审的书面证明。法官维多利亚·夏普（Victoria Sharp）亦发现“合理及严肃的根据”怀疑El Naschie在与《自然》的通信中使用了一系列假名维护他编辑上的做法，将这一行为描述为“古怪”（curious）和“匪夷所思”（bizarre）。

## 对期刊的控制

### 编辑委员会辞职
1999年11月《逻辑程序设计学报》（Journal of Logic Programming，由阿兰·罗宾逊（Alan Robinson）于1984年创刊）的整个编辑委员会（50人），在与爱思唯尔出版社就图书馆订阅价格进行长达16个月的不成功磋商后，集体辞职。原成员与剑桥大学出版社以低得多的价格另起炉灶，创建了期刊《逻辑程序设计理论与实践》（Theory and Practice of Logic Programming ），而爱思唯尔则以新的编辑委员会及稍有不同的名称（《逻辑与代数编程（方法）学报》，Journal of Logic and Algebraic Programming）继续出版。
2002年，对爱思唯尔定价的不满导致欧洲经济协会（European Economic Association）终结了一项将前者旗下的《欧洲经济评论》（European Economic Review）指定为该组织官方期刊的协议。欧洲经济协会推出了新的期刊《欧洲经济协会学报》（Journal of the European Economic Association）。
2003年，《算法学报》（Journal of Algorithms ）的整个编辑委员会，在期刊创始人高德纳（唐纳德·克努斯，Donald Knuth）的建议下辞职，以和另一低价非营利的出版商创立《美国计算机协会算法汇报》（ACM Transactions on Algorithms）。《算法学报》继续由爱思唯尔以新的编辑委员会出版，直至2009年停刊。
2005年《固体及结构国际学报》（International Journal of Solids and Structures）发生了同样的事情，多名编辑辞职以创办《材料及结构力学学报》（Journal of Mechanics of Materials and Structures）。然而新的编辑委员会迅速建立了起来，期刊在编辑D.A. Hills（牛津大学）和Stelios Kyriakides（德克萨斯州大学奥斯汀分校）领导下以显然是原有的架构继续工作。
2006年8月著名的科学期刊《拓扑学》的整个编辑委员会递上辞呈，事因同样为和爱思唯尔就降低期刊订阅价格谈判无法取得进展。编辑委员会稍后在伦敦数学学会的主持下，以远低于原刊的价格创办了新的《拓扑学学报》（Journal of Topology ）。在大规模辞职事件之后，《拓扑学》直至2009年出版最后一期前都以新的编辑委员会维持发行。
法国巴黎高等师范学院已停止让爱思唯尔为其出版《高等师范学校科学年鉴》（Annales Scientifiques de l'École Normale Supérieure）（截至2008年）。
高涨的经济学领域期刊价格——当中多数由爱思唯尔出版——是推动美国经济学会于2009年创办《美国经济学报》（American Economic Journal ）的动机之一。
2015年5月，史蒂芬·李德（Stephen Leeder）被免去了澳大利亚医学学报的编辑一职，当时出版商决定将此期刊业务外包予爱思唯尔。结果该期刊除一人外的所有编辑顾问委员会成员联署了一封辞职信。
2015年10月，普通语言学领域的顶级期刊Lingua（拉丁语“语言”之意）的所有编辑人员（6位编辑、31位编委会成员）辞职，抗议爱思唯尔的定价策略，及不愿同意他们的合理开放获取（Fair Open Access）条款，拒绝降低版面费。他们要求期刊的所有权转交全体编辑，和有权将期刊移至另一出版商名下。前Lingua执行编辑、荷兰莱顿大学语言学教授约翰·鲁里克（Johan Rooryck）亦宣布Lingua的员工将在竞业限制条款于2016年1月到期后，自立门户创立新期刊Glossa（希腊语“语言”之意）。新期刊Glossa的版面费为可减免的400美元，低于Lingua的1,800美元数倍。Lingua编辑部称其接到许多学术机构的图书馆反映无力支付爱思唯尔期刊的订阅费用，部分图书馆更难以确定实际支付的价格。鲁里克接受采访时说，1998年刚开始投身编辑工作时，“能告诉你办期刊要花多少钱，精确到分”，且当时的价格便宜得多；现在对许多图书馆而言单独订阅Lingua“无法承受”。鲁里克质问，包括Lingua的绝大多数学术期刊在内所刊登的学术论文，都是由直接或间接受税金资助的科研人员撰写，“阻止人们获取这些学术成果理由何在？”相对于每星期为编辑工作付出的2至3日时间，鲁里克亦认为爱思唯尔每年5,000欧元的报酬杯水车薪，还不如去快餐店担任厨师挣得多。尽管Glossa发行后鲁里克可能完全义务为其工作，但他表示“这么做完全是出于理想主义，（学术出版体制）必须改革，不如就让语言学打头阵”，直言其他学术出版商并不比爱思唯尔好多少，他和同事正在说服其他语言学期刊的编辑加入他们的行列，反对现有学术出版机制。
Lingua编辑委员会集体辞职事件在语言学界引发了巨大反响，多数是好评。柏林自由大学语言学家斯蒂芬·穆勒（Stefan Müller）警告同行：“你可能觉得爱思唯尔提供的待遇很好……期刊的声誉是像我们这样的学者造就的……如果你为爱思唯尔工作，你就是在危害学术圈，而且你自己也不会从爱思唯尔拥有的期刊的学术名誉中获益。爱思唯尔的商业模式和对知识产权的态度恶名昭彰，我不会雇佣任何与爱思唯尔出版的Lingua合作的学者。”穆勒在同一封邮件中指出，“问题在于，出版商正在滥用他们的权利……我们免费向他们提供内容，免费为他们评议文章，常常还免费承担编辑工作；出版商发行我们生产的内容，却收取天价。”美国语言学学会执行主席艾莉森·里德（Alyson Reed）表示辞职的37位编辑在学界“极具声望”，尽管学界并不完全同意采用开放获取模式——该学会的主张即是降低期刊的定价，但她表示“在这场斗争中，我们的会员与Lingua编辑部站在一起”。

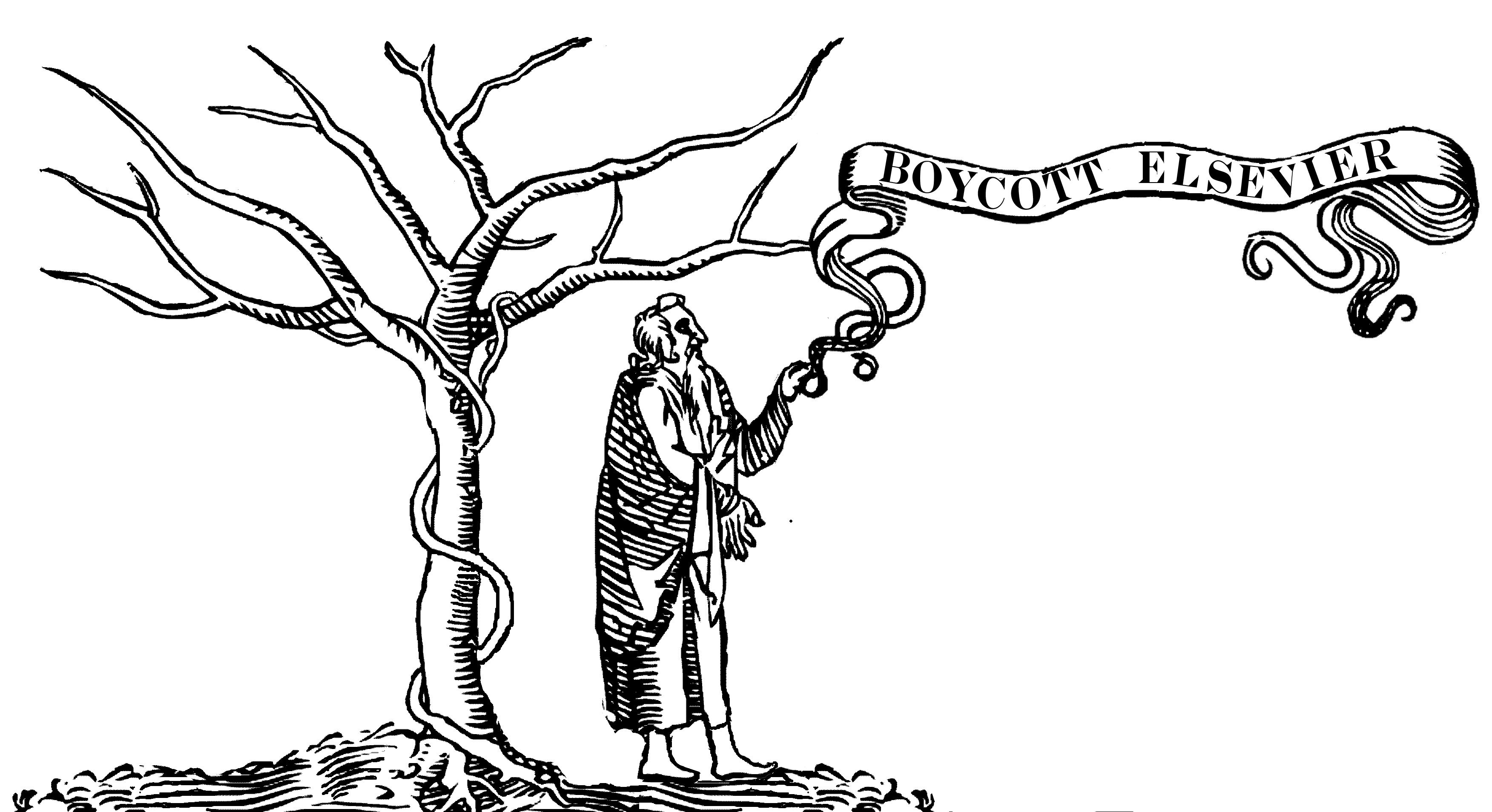
藉由修改其商标图像呼吁抵制爱思唯尔的一幅插画，商标中的榆树和葡萄藤之叶皆落尽

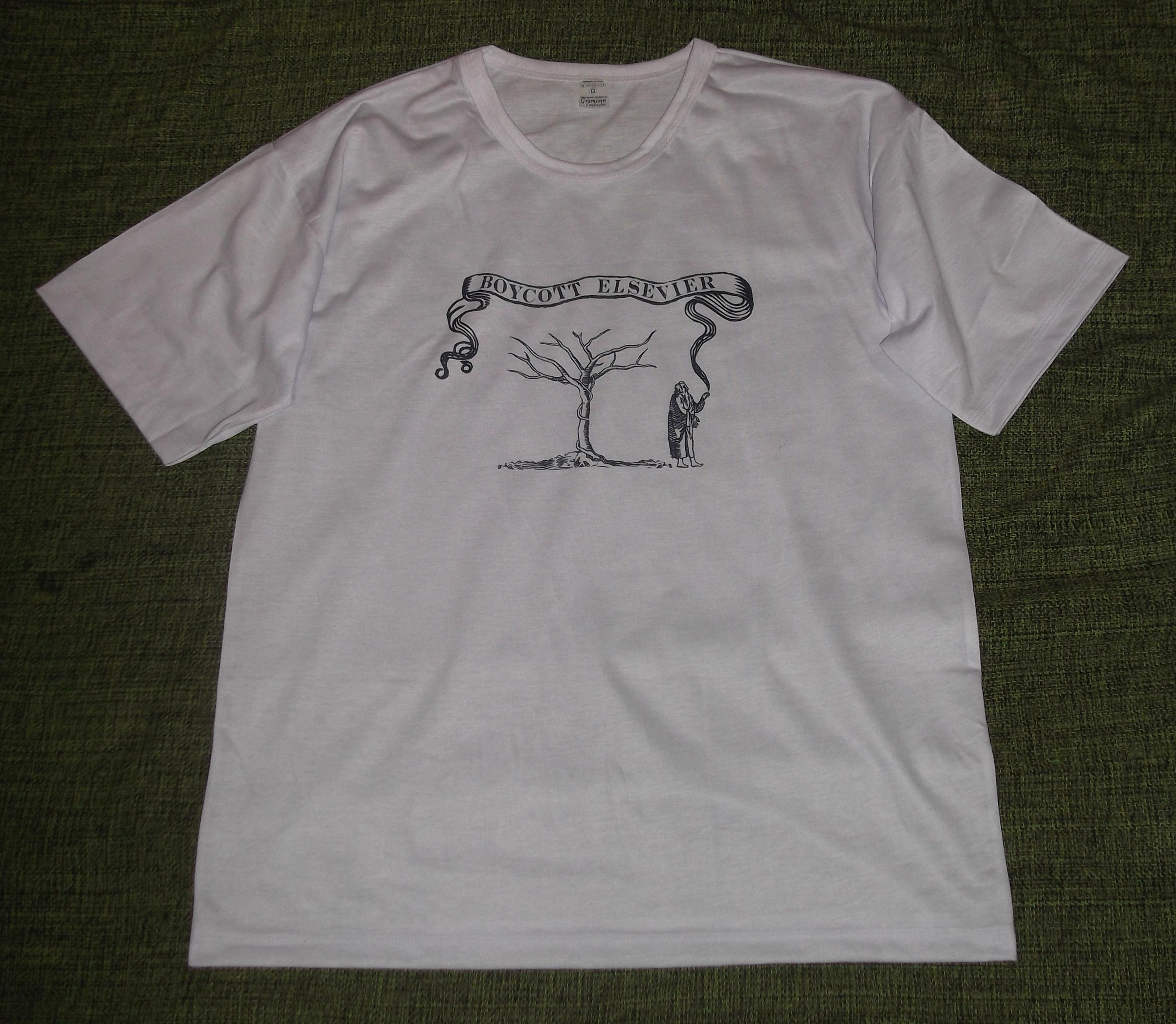
一件印有抵制爱思唯尔图案的T恤，图案稍有不同

### “知识的代价”抵制运动
2003年各大学的图书管理员开始互相配合，抱怨爱思唯尔的“Big Deal”期刊捆绑套装，在该销售策略中该公司以一定价格向图书馆提供一组期刊，但图书馆员声称没有更经济、仅订阅受欢迎期刊的选项。图书馆员继续就该定价计划的实施进行讨论，当中许多人因需购买爱思唯尔的套装而无他选感到有压力。
2012年1月21日，菲尔兹奖得主、剑桥大学英国数学家威廉·蒂莫西·高尔斯（William Timothy Gowers）在博客文章公开宣布他将抵制爱思唯尔，抗议其“盘剥科学”，指出其他人在私下已付诸行动。抵制的三个原因为：单独期刊订阅的高定价、将不同价值和重要性的期刊实行捆绑订阅，和爱思唯尔给予《禁止网络盗版法案》（SOPA）、《保护知识产权法案》（PIPA）和《研究著作法案》的支持。
此后，一份提倡与爱思唯尔不合作的请愿书（即：不向爱思唯尔的期刊提交论文、不为爱思唯尔的期刊进行同行评审，及不参与期刊编辑委员会），出现在网站“知识的代价”上。该网站由数学博士泰勒·内伦（Tyler Nylon）在读到高尔斯的博客文章后创建。截至2012年2月这份请愿书已经获得超过5,000名学者的签署，当年7月增加到了12,000人，到2013年1月署名数增加至13,000，2016年5月这一数字超过16,000。支持者中包括美国加州大学洛杉矶分校数学教授、2006年菲尔兹奖获得者陶哲轩，他称自己很幸运，“已经没有在一批指定的期刊上发表文章的压力了”，“我认为将我们对这一事件的看法广为传播是值得的，至少使大家知道存在这样一个抗议活动。”
有人用“学术之春”形容这项运动。科学家发起抵制运动的原因在于，出版巨头及其政策使得人们获取知识的代价过于高昂。基于爱思唯尔旗下期刊如《细胞》和《柳叶刀》的影响力，任何学者都很难避开这些期刊，所以对于请愿书联署者而言这是一个艰难的决定。有英国媒体称这是一场“世界级冲突”，由高尔斯——表示“事态发展之快，我措手不及”——领军的一方，对阵当今世界最大学术出版商爱思唯尔出版集团。
关注此事的北京师范大学图书馆馆员孙博阳认为，问题的实质在于，依靠同行评审期刊的传统学术交流传播模式，已然成为科学交流和发展的阻碍因素。她表示：创造知识的学者无偿将论文交予出版商和为其作评审，但学者想要读到载有他们创造的知识的论文，却需花费高价购买，出版商从中攫取高额利润；多数情况下科研成果是纳税人投资而来，但却只有负担得起价格的大学图书馆和少数读者可以利用，“这在道义上也是讲不通的”。汕头大学海洋生物研究所教授梅志平则表示，学者义务投稿、审稿，但为什么学者用国家纳税人的钱产生的研究成果“成为他们的摇钱树了呢？”
爱思唯尔对这一主张表示质疑，声称他们的定价低于行业平均，并声明捆绑购买只是获得其期刊的现有数种不同选项之一。该公司还声称，其利润“只是企业高效运作的结果”。
2012年2月27日，爱思唯尔在其网站上发表声明，它已经撤回了对《研究著作法案》的支持。虽然“知识的代价”运动未被提及，该声明指出上述行动将“有助于”为与研究资助者正在进行的讨论“创造一个较不白热化和更富有成效的氛围”。在爱思唯尔的声明面世后数小时，该法案的支持者美国国会众议院议员達雷爾·伊薩和卡罗琳·马洛尼，发布了一项联合声明指他们不会在国会推动该法案。
“知识的代价”发起人高尔斯表示对于这场抵制运动，他持有“谨慎的乐观态度”，并相信不会虎头蛇尾。

## 与各地学术机构的关系
爱思唯尔掌握大量科学期刊，且订价政策导致各订阅单位极大负担又难以谈判：“該公司在期刊出版的壟斷現狀，以及不合理的訂價政策導致過於昂貴的訂費，早為全球各大學所詬病”。因此渐渐开始有大型机构公告不再与爱思唯尔续约并寻求替代政策。

### 中国大陆
2010年9月的一次会议后，中国大陆30多家图书馆的代表——包括中国国家图书馆、中国国家科技图书文献中心、中国科学院国家科学图书馆、北京大学图书馆、清华大学图书馆等——发表了分别致读者和出版商的两封联名公开信。信中透露，国外科技期刊及其全文数据库的价格近年来不断提高，部分出版商全文数据库价格以百分之十几的幅度连年水涨船高，更有甚者年度涨幅达20%－30%，引致图书馆外文期刊订购费用“迅速膨胀”；当中个别出版商利用自身垄断地位提高价格，声言中国（大陆）用户利用其全文数据库的论文篇均成本将于2020年达到欧美发达国家之水平。“持续大幅度的价格增长已经严重威胁到所有教育科研单位的科技文献资源的可持续保障。”参与的图书馆表示，将联合抵制个别国际出版商的大幅涨价，使中国大陆教育科研机构不受其垄断价格的“胁迫”，并呼吁担任这些出版商旗下学术期刊编委、审稿专家或顾问的大陆专家学者积极“施加影响”。公开信亦警告道，“任何无视用户权益、不顾市场现实、肆意攫取暴利、破坏科技文献长期可持续保障的做法”，除伤害用户合法权益外，亦会破坏市场之长期稳定性和个别出版商自身利益。

### 芬兰
2015年芬兰的研究机构共支付了2,700万欧元的订阅费， 当中超过总额三分之一支付予爱思唯尔。此前一项关于订阅费用金额的查询请求，由于出版商合同保密条款而被拒绝，向法院上诉成功后，上述信息得以披露。这一事实的确立催生了tiedonhinta.fi （页面存档备份，存于）请愿书，要求更加合理的定价和内容开放获取，并获得超过2,800名科研社群成员签署。在与其它出版商达成协议的同时，爱思唯尔确实例外，引发了nodealnoreview.org （页面存档备份，存于） 抵制活动，超过600人次署名加入。
2018年1月，经确认相关方面已达成协议。

### 德国
德国包括哥廷根大学等超过60个主要研究机构在内的DEAL项目（ProjektDeal），已宣布其所有成员都取消其与爱思唯尔的合同，2017年1月1日生效。这一抵制动作是为回应后者拒绝采用“透明的商业模式”令“出版物的获取更加开放”。物理化学家Horst Hippler，DEAL联合体的发言人，陈述指“纳税人有权阅读他们为之付出的东西”，且“出版商必须了解，转向价格可负担的开放获取出版，是不可逆的路线”。就该项目的成因，Hippler表示：“能完整、免费——还有更重要的——持续取得发表的科研内容对我们的研究人员来说极为重要……就这方面来看，我们想要和爱思唯尔及其他科研出版社，达成一个公平且有可持续性的合适条款。”
其中德国的最大科学研究机构亥姆霍兹联合会宣布，其18所中心当中除了2所的合约尚未到期以外，其余16所都将于2017年底结束与爱思唯尔的合约。其新闻稿中描述到协商过程艰钜（difficult），并将鼓励出版模式转往开放式出版（open-access）。
2017年7月，再有13个机构宣布，他们也将取消他们的爱思唯尔期刊订阅。截至2017年，至少185个德国机构现已取消了与爱思唯尔的合同。截至2018年1月，虽然谈判仍在进行中，约200所取消订阅爱思唯尔期刊的德国大学，已被授予当年的免费开放获取权限。

### 荷兰
2015年荷兰全部14所大学组成的联合体威胁抵制爱思唯尔——若它不同意荷兰作者的文章将实行开放获取，和妥协于2018年内实现30%荷兰语论文开放获取。Gerard Meijer，奈梅亨拉德伯德大学校长和荷兰方面首席谈判代表指出“这不是我们希望获得的100％”。

### 韩国
2017年，韩国超过70间大学图书馆证实了一项“合同抵制”的运动，涉及爱思唯尔在内的三个出版商。爱思唯尔在12月按惯例续约时提出价格上升4.9%，造成冲击。2018年1月时，虽然谈判仍在进行中，参与的图书馆决定无论谈判是否进行下去将继续抵制。随后确认，谈判已经达成协议。300间高校图书馆组成的联盟同意续约价格的上升幅度为3.5%至3.9%之间。韩国大学教育协议会（KCUE，Korean Council for University Education）研究分析团队主任Hwang In Sung表示：“我们无法再满足（爱思唯尔）过分的要求。”根据该协会资料，韩国图书馆的经费相当有限，而爱思唯尔旗下的ScienceDirect——数会合谈判的主要分歧点——则是每年预算中金额最高的一项。除此之外协议会亦在谈判中拒绝订阅与高校无关期刊的条款，韩国高校图书馆协会（Korea University & College Library Association）秘书长Lee Chang Won称，希望爱思唯尔停止最低单一费率（minimum flat rate）的机制，“我们的大学因此需花钱购买没有人会读的数字内容。”Hwang In Sung说3.5%至3.9%的涨幅依旧高于2%的国际水平，但是ScienceDirect对于韩国学者非常重要，故协会只能妥协接受爱思唯尔的条件。

### 瑞典
2018年Bibsam联合体（Bibsam Consortium）——代表瑞典所有85所高等教育和研究机构就许可证协议交涉的组织——决定不与爱思唯尔续约 ，指这家出版商未满足向一个更接近开放获取模式过渡的要求，并提及的迅速增加的出版费用——截止目前已达1200万欧元。瑞典的大学仍可访问于2018年6月30日前发表的文章。Astrid Söderbergh Widding，Bibsam联合体的主席、斯德哥尔摩大学校长说，“获取科研信息的成本不断提高，在全球范围内对大学预算造成压力，而出版商依然维持高获利”；“现在的学术交流机制必须改变，当他们不满足可持续地向开放式访问过渡的要求时，我们的唯一选择是取消交易”。

### 台湾
台湾超过75%的大学，包括该地区前11位的机构，已经加入了集体抵制爱思唯尔的行动。在2016年12月7日，台湾代表了超过140个机构的联合体CONCERT宣布，它将不与爱思唯尔续约。国立台湾大学表示爱思唯尔旗下784种期刊占该校订购种数17%，所需费用却逾期刊采购总金额33%，谈判过程中爱思唯尔坚持2018年与2019年固定涨幅4%且不得删订期刊，“若本校持續接受該公司固定漲幅政策，實無法負擔過高且不合理之期刊訂購費用，亦將擠壓其他學術資源的採購”，因此宣布，经校长、副校长和各学院院长支持，2017年起停止续约，并发布应对配套措施以求降低对师生的影响。

### 美国
2012年4月17日，哈佛大学教授顾问委员会在向全校教研人员公布的一份备忘录中指出，本校图书馆遇到了“无法防守的形势”——大型期刊出版商不断抬高价格，已令当前的学术交流环境在经济上“不可持续”。哈佛大学其时用于期刊订购的年花费已达到375万美元，其中一些期刊的价格高达每年4万美元。在过去6年中，两家出版商的电子文献的价格涨幅达到了145%。该委员会向师生征集替代方案的意见，如将论文提交至本校的开放获取知识库“DASH”，或是投稿至校外的开放获取期刊，并建议担任期刊编辑的教员推动所在的期刊转为开放获取模式，若无法实施则可考虑辞去编辑职位。哈佛大学图书馆主任Robert Darnton表示：“我们的教职人员……都是免费的……然后我们却要用骇人听闻的价格买回我们的劳动成果。”
2018年3月，佛罗里达州立大学教员集体投票决定取消学校一项价值200万美元的多期刊捆绑订阅。2019年起该校将以按需购买访问权代替。
2019年2月28日，加利福尼亚大学系统宣布，因对方要价过高，希望价格涨幅为原协议的80%，不会续签与爱思唯尔的订阅合同；大学系统的文献访问权限已经中断，同时也将校内学者和师生的研究成果和著作免费向大众公开。加利福尼亚大学10所分校于2018年花费1100万美元购买爱思唯尔旗下的期刊，同时支付近百万美元文献处理费用予开放获取期刊；而其自身论文的发表量占美国的10%，当中18%由爱思唯尔分发。该校教职员学术评议会（Academic Senate）主席罗伯特·梅（Robert May）说：“知识不应仅由能付得起钱的人获得（Knowledge should not be accessible only to those who can pay）”，要求全面转向开放获取的行动关乎维护大学使命。

## 研究成果传播

### “混合开放获取”模式
面对开放获取的增长势头，爱思唯尔推出了1,800种“混合开放获取”（Hybrid Open Access）期刊，若学者选择不使用传统的收费模式，将自己的论文以开放获取形式发表于爱思唯尔旗下期刊，需要向后者支付1,800至2,150美元的版面费。这一做法激起了学者的愤怒。期刊《认知》（Cognition）编委、加州大学圣迭戈分校教授David Barner及哈佛大学教授Jesse Snedeker发起请愿活动，要求爱思唯尔“大大降低费用”，一周内即获1,200人签名，当中包括著名左派学者诺姆·乔姆斯基。

### 针对开放接入的游说努力
现已知爱思唯尔参与了反对开放获取的游说活动。包括诸如：
- 《公众获取联邦研究法案》（The Federal Research Public Access Act，FRPPA）（英语：Federal Research Public Access Act）[135][136]
- 《研究著作法案》（The Research Works Act）[137][138][139][140][141][142][143]
- PRISM（科学医学科研诚信合作伙伴关系，Partnership for Research Integrity in Science and Medicine）[144][145][146]：PRISM活动中美国出版商协会（英语：Association of American Publishers）聘请了所谓的“公关斗牛”Eric Dezenhall。[147]
- 欧盟科研愿景2020（英语：Framework Programmes for Research and Technological Development）[148][149][150][151]
- 美国科技政策办公室（Office of Science and Technology Policy，OSTP）[152][153][154]
- 欧盟的开放科学监测项目（Open Science Monitor）因爱思唯尔被定为其中一个分包商而受到批评。[155][156]

### 销售开放获取文章
于2014年、2015年、2016年和2017年，爱思唯尔被发现销售某些应当是开放获取却被置于付费门槛后的文章。另一相关事件发生在2015年，爱思唯尔就下载一篇出版于约翰威立旗下期刊的开放获取文章收费。 但是，不清楚爱思唯尔是否违反了许可证条款，因为在约翰威立网站上可获得这些文章。

### 针对学者在线发布自己文章的行动
2013年，一家名为Digimarc、代表爱思唯尔的公司，知会卡尔加里大学要求删除学校网页上本校教员发表的文章，；尽管这样的学术文章自我存档行为符合加拿大版权法的公平处理规定，卡尔加里大学遵从了这一要求。根据学者彼得·萨伯所述，哈佛大学和加利福尼亚大学欧文分校也收到了关于自我存档的学术文章的移除通知。
在收购Academia.edu的竞争对手 Mendeley数月后，据前者创立者兼首席执行官Richard Price称，爱思唯尔发送了数千份移除通知，在收到来自学者的广泛投诉后这一做法自此停止。
爱思唯尔于2016年5月收购论文存储网站（SSRN）社会科学研究网后，学者们开始投诉，他们的一些作品未经通知被删除。该事件被解释为一个技术性错误。
Wiley出版社和爱思唯尔出版社对ResearchGate采取了法律行动，要求其从平台上删除多达七百万篇涉嫌侵权的论文。ResearchGate也对此做出了回应。如今，ResearchGate以教育平台的终端用户为目标，并努力协调和研究者及出版机构之间的关系。
根据此项合作协议，ResearchGate平台的用户会受到相关教育，使他们更好地了解他们拥有的与版权内容相关的法律权利。同时，会对出版机构工作人员进行教育，使他们知晓所承担的版权保护的责任。当期刊中的内容在平台发表时，会通知相应的出版机构，并且努力使出版机构能够审阅ResearchGate上所公布的受版权保护的内容。这项协议的达成源自几轮冲突之后由多方进行的商讨。

### Sci-Hub和LibGen的诉讼争议
2015年爱思唯尔向网站Sci-Hub和LibGen（创世纪图书馆，The Library Genesis Project）提起诉讼，这两个网站免费提供受版权保护的文章。爱思唯尔还声称其非法访问机构账户。一组研究人员、作家和艺术家撰写了一封公开信支持Sci-Hub和LibGen。
2015年10月30日，美国纽约南区联邦地区法院颁发初步禁令，支持爱思唯尔的诉求，移除LibGen和Sci-Hub两个网站上的侵权内容并停用两个相关域名。Sci-Hub的创始人、当时就读于俄罗斯国立高等经济学院的哈萨克斯坦籍研究生亚历珊德拉·厄巴科扬（Alexandra Elbakyan），在禁令听证会开庭前向法庭提交了一封信，认为爱思唯尔的高额订阅费是对研究者的掠夺，无益于科研知识的传播。厄巴科扬在信中表示，在哈萨克斯坦的大学求学时，受困于无法获得自己研究所需的学术文章，她通过盗版解决了这一问题。“当你需要浏览或阅读数十数百篇文章来进行研究时，32美元的单价近乎荒唐。”后来她发现很多包括大学教员在内的研究者，尤其身处发展中国家者，面临相同的问题，创建了许多在线分享社区（论坛）解决问题。厄巴科扬是这些社区的活跃成员，在向许多人的电子邮箱发去论文解决其需求后，总是能获得感谢，故她创建了Sci-Hub将这一过程自动化，而网站几乎是立即流行开来。
审理该案的罗伯特·斯威特（Robert Sweet）法官在判决令中表示，被告将爱思唯尔拥有版权的内容免费发布于互联网，“持续对其造成无法弥补之损害……被告不会因为被禁止继续偷窃原告的内容而受到任何损害，即使他们的偷窃的原因是出于公益精神。”斯威特同意分享科研成果是出于公共利益，但认为Sci-Hub的做法不当，“爱思唯尔受版权保护的文章可以，而且应该被免费用于研究和教育目的，但大规模侵权的做法本身是不合法的。”
截至2017年5月，爱思唯尔要求赔偿1500万美元。2017年6月，法院裁定爱思唯尔在Sci-Hub等人的缺席判决中赔偿1500万美元的版权侵权损失。 观察人士说，爱思唯尔不太可能收到付款，因为Sci-Hub在美国没有资产。厄巴科扬表示不会赔付，因为“根本没有那么多钱”，网站每月只能收到少量捐赠，外加保有在2017年价值大约26万美元的比特币。她在接受卫报采访时表示“学术应该属于所有科学家，而不是出版商”，又进一步引用联合国世界人权宣言第27条中的内容：“人人……（拥有）分享科学进步及其产生福利（的权益）”。

## 批评和争议

### 维基百科
2015年，爱思唯尔发布了一项称为“ScienceDirect Wiki Editor”的服务，为45名“维基百科的顶级编辑者免费访问”其收费阅读平台ScienceDirect，“帮助完善维基百科的科学条目”这一消息收到的评价褒贬不一。
2017年，爱思唯尔发起了一项名为ScienceDirect Topics的科学定义服务，通过自动提取自其出版论文的内容“为重要科学题目提供百科全书风格的条目”。服务被描述为维基百科的“对手”，因其意味着通过减少爱思唯尔访问者使用维基百科来将他们维系在筑有围墙的院子中。

## 品牌
出版商下属的不同品牌称为Imprint。爱思唯尔使用不同品牌向不同消费者群体营销。其中很多品牌名称来源于Reed Elsevier时代收购的出版公司。
- Academic Press（英语：Academic Press）
- Baillière Tindall
- BC Decker
- Butterworth–Heinemann（英语：Butterworth–Heinemann）
- CMP
- Cell Press
- Churchill Livingstone（英语：Churchill Livingstone）
- Digital Press
- Elsevier
- Gulf Professional Publishing（英语：Gulf Professional Publishing）
- GW Medical Publishing
- Hanley & Belfus
- Masson（英语：Masson (publisher)）
- Medicine Publishing（英语：Medicine Publishing）
- Morgan Kaufmann Publishers（英语：Morgan Kaufmann Publishers）
- Mosby（英语：Mosby (publisher)）
- Newnes
- North-Holland Publishing Company
- Pergamon Press（英语：Pergamon Press）
- Pergamon Flexible Learning
- Saunders（英语：Saunders (publisher)）
- Syngress
- Urban & Fischer
- William Andrew（英语：William Andrew (publisher)）
- Woodhead Publishing（英语：Woodhead Publishing） (including Chandos and Horwood)